# Theo Nikkessen
Theodorus Hubertus Antonius "Theo" Nikkessen (nascido em 18 de agosto de 1941) é um ex-ciclista holandês, que competia em provas de ciclismo de pista. Se tornou profissional em 1964 e permaneceu até 1970.
Nikkessen competiu representando os Países Baixos nos Jogos Olímpicos de Roma 1960 na perseguição por equipes de 4 km, terminando na quinta posição.